# タスカラワス郡 (オハイオ州)
タスカラワス郡（英: Tuscarawas County）は、アメリカ合衆国オハイオ州の東部に位置する郡である。2010年国勢調査での人口は92,582人であり、2000年の90,914人から1.8%増加した。郡庁所在地はニューフィラデルフィア市（人口17,288人）であり、同郡で人口最大の都市でもある。
タスカラワス郡はその全体で、ニューフィラデルフィア・ドーバー小都市圏を構成している。郡名はデラウェア族インディアンの言葉であり、「古い町」あるいは「河口の開けた川」など様々に訳されている。

## 歴史
アメリカ合衆国東海岸のヨーロッパ系アメリカ人植民者は、アパラチア山脈の西側にある領土について、そこに分け入った数少ない探検家や毛皮交易業者からの話以外にはほとんど知らない状況が続いていた。1750年、オハイオ土地会社のクリストファー・ギストがタスカラワス・バレーを探検した。その報告書は自然の豊かさと友好的なインディアンの存在を暗示していた。
1761年、ドイツのモラビア教会（ユナイテッド・ブレスレンの改革教会とも呼ばれた）の宣教師団が、ペンシルベニア州ベスレヘムを出発し、タスカラワス・バレーでの伝道所設立に向かった。クリスチャン・フレデリック・ポスト、デイビッド・ツァイスバーガーおよびジョン・ヘッケヴェルダーが西部レナペ族、すなわちデラウェア族の酋長ネタワットウィーズと出遭った。ネタワットウィーズは自分が作った部族の町、「ゲケレマクペチャンク」（現在のニューカマーズタウン）に宣教師団を招待した。ネタワットウィーズはサンディ・クリークとタスカラワス川の合流点近く、現在のスターク郡に丸太小屋を建てることと、インディアンのキリスト教化を始めることに許可を与えた。宣教師団は多くの改宗者を洗礼したが、フレンチ・インディアン戦争（ヨーロッパの七年戦争）の間の1763年に伝道所を放棄するしかなくなった。
1771年、ネタワットウィーズ酋長の要請により、デイビッド・ツァイスバーガーが地域に戻り、タスカラワス・バレーで伝道所を設立することになった。1772年春、現在のニューフィラデルフィア近くで、ツァイスバーガーと改宗したインディアン5家族が「シェーンブルン」（ドイツ語で美しい春）という名の伝道所を設立した。彼等は学校と礼拝堂を建てた。同年8月、ジョン・ヘッケヴェルダーがさらに250人の改宗したレナペ族インディアンを村に連れてきた。
1772年晩夏、シェーンブルンから約10マイル離れた位置に2番目の開拓地を設立し、「グナーデンヒュッテン」（優雅な小屋）と名付けた。同年10月17日、ツァイスバーガーがグナーデンヒュッテンで最初の礼拝を行った。1776年、ネタワットウィーズ酋長が現在のコショクトン近くに新たな開拓用土地を寄付し、「リヒテナウ」（光の草地）と呼んだ。そこは当時レナペ族の主要な村があった所だった。
アメリカ独立戦争はこれら初期の開拓地を崩壊させることになった。当時オハイオの東部に多くが住んでいたレナペ族は戦争する両軍のどちらに就くかで分裂した。西部にいた多くのレナペ族はデトロイト砦を拠点とするイギリス軍に就き、東部の者の多くはピット砦を拠点にするアメリカ軍に就いた。レナペ族は両軍の小競り合いに巻き込まれていたが、1781年時点でアメリカ人の感覚はレナペ族がイギリス側に就いているという風になっていた。これに対してアメリカ軍のダニエル・ブロードヘッド大佐がピット砦から遠征隊を率いて出撃し、1781年4月9日にコショクトンの開拓地を破壊した。生き残った住人は北に逃亡した。ブロードヘッド大佐の部隊は他のモラビア教会の伝道所がある村には手を付けないでいたが、先の坑道で地域の緊張関係が高まった。
1781年9月、イギリス軍と、主にワイアンドット族とレナペ族からなる同盟インディアンが、残っていたモラビア教会の村からキリスト教徒インディアンと宣教師団を追い出した。同盟インディアンは捕虜にした者達を遠く西のエリー湖まで連れて行き、サンダスキー川沿いの「捕虜の町」と呼ぶ新しい村に入れた。イギリス軍は宣教師のデイビッド・ツァイスバーガーとジョン・ヘッケヴェルダーに護衛を付けてデトロイト砦に戻し、そこでイギリス王室に対する反逆罪で裁判に掛けた（最終的には無罪になった）。
「捕虜の町」のインディアンは食料が足りなかったので空腹となり、1782年2月、100人以上の者が以前のモラビア教会の村に戻って、作物を収穫し、残していくしかなかった貯蔵食糧を集めた。同年3月初旬デイビッド・ウィリアムソン中佐が率いたペンシルベニア州民兵160名がこの村を襲撃し、グナーデンヒュッテンの村のインディアンには衛兵を付け、彼等をペンシルベニア州での襲撃に参加したと告発した。レナペ族はその罪状を否定したが、民兵は会議を開いて彼等を殺すことに決めた。翌3月8日朝、民兵はインディアンを縛り、その頭を木槌で殴り、最後は頭皮剥きで殺した。このとき男性28人、女性29人、子供39人が殺され頭皮を剥がれた。民兵は伝道所の建物に死体を積み上げ、村全体を焼き尽くした。さらに地域にあったモラビア教会の村で放棄されていたものも焼き尽くした。
この行動はグナーデンヒュッテンの虐殺と呼ばれることになり、フロンティアでの戦争をレナペ族とアメリカ軍の間の全面戦争に変えることになった。インディアンによってテロが行われ、アメリカ人開拓者を寄せ付けないようにする動きが数年間続いた後、1793年後半にはワシントン砦（現在のシンシナティ）を発した"マッド"・アンソニー・ウェイン将軍による残忍な作戦行動が行われ、最後はアメリカ合衆国政府と土地のインディアンとの間に1795年に結ばれたグリーンビル条約で決着した。この条約では現在のオハイオ州領土の3分の2をインディアンがアメリカ合衆国政府に割譲し、この地域は再度白人開拓者のために開かれることになった。
1798年10月、1770年代の最初の伝道所の多くを設立したデイビッド・ツァイスバーガーがタスカラワス・バレーに戻り、新しい伝道所ゴーシェンを設立し、そこから土地のインディアンのキリスト教化を進めた。その後の数年間でペンシルベニアからの農業開拓者がボツボツ入ってくるようになり、1808年には最初の恒久的開拓地であるニューフィラデルフィアがゴーシェン伝道所近くに設立された。米英戦争の後、伝道所としてのゴーシェンは衰退し1824年には放棄された.。
タスカラワス郡は1808年2月15日にマスキンガム郡から分離して設立された。

## 地理
アメリカ合衆国国勢調査局に拠れば、郡域全面積は571.45平方マイル (1,480.0 km2)であり、このうち陸地567.64平方マイル (1,470.2 km2)、水域は3.82平方マイル (9.9 km2)で水域率は0.67%である。

### 隣接する郡
- スターク郡 - 北
- キャロル郡 - 北東
- ハリソン郡 - 南東
- ガーンジー郡 - 南
- コショクトン郡 - 南西
- ホームズ郡 - 北西

## 人口動態

人口ピラミッド

以下は2000年国勢調査による人口統計データである。
| 基礎データ - 人口: 90,914人 - 世帯数: 36,653 世帯 - 家族数: 25,313 家族 - 人口密度: 62人/km2（160人/mi2） - 住居数: 38,113軒 - 住居密度: 26軒/km2（67軒/mi2） 人種別人口構成 - 白人: 97.87% - アフリカン・アメリカン: 0.73% - ネイティブ・アメリカン: 0.17% - アジア人: 0.24% - 太平洋諸島系: 0.05% - その他の人種: 0.21% - 混血: 0.73% - ヒスパニック・ラテン系: 0.71% 言語による構成 - 英語：95.3% - ドイツ語：1.3% - スペイン語：1.1% 年齢別人口構成 - 18歳未満: 25.4% - 18-24歳: 8.0% - 25-44歳: 28.1% - 45-64歳: 23.6% - 65歳以上: 15.0% - 年齢の中央値: 38歳 - 性比（女性100人あたり男性の人口） - 総人口: 95.1 - 18歳以上: 91.4 | 世帯と家族（対世帯数） - 18歳未満の子供がいる: 32.3% - 結婚・同居している夫婦: 58.1% - 未婚・離婚・死別女性が世帯主: 9.3% - 非家族世帯: 29.0% - 単身世帯: 24.9% - 65歳以上の老人1人暮らし: 11.5% - 平均構成人数 - 世帯: 2.52人 - 家族: 3.01人 収入と家計 - 収入の中央値 - 世帯: 35,489米ドル - 家族: 41,677米ドル - 性別 - 男性: 31,963米ドル - 女性: 20,549米ドル - 人口1人あたり収入: 17,276米ドル - 貧困線以下 - 対人口: 9.4% - 対家族数: 7.2% - 18歳未満: 12.2% - 65歳以上: 7.8% |

## 猟
鹿の狩猟者はオハイオ州のどの郡よりもタスカラワス郡で多くの鹿を仕留めている。

## 郡区

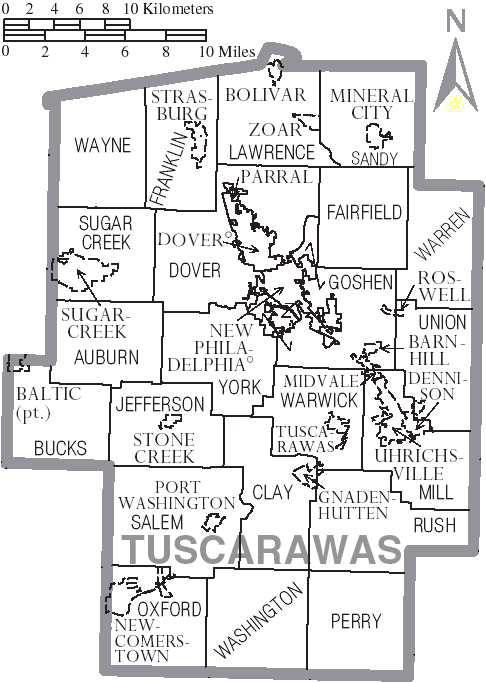
タスカラワス郡図

タスカラワス郡は下記22の郡区に分割されている。
| - オーバーン - バックス - クレイ - ドーバー - フェアフィールド - フランクリン | - ゴーシェン - ジェファーソン - ローレンス - ミル - オックスフォード - ペリー | - ラッシュ - セイラム - サンディ - シュガークリーク - ユニオン | - ウォーレン - ウォーウィック - ワシントン - ウェイン - ヨーク |

### 都市
- ニューフィラデルフィア - 郡庁所在地
- ドーバー
- ユーリッヒスビル

### 村
| - バルティック - バーンヒル - ボリバー - デニソン | - グナーデンヒュッテン - ミッドベール - ミネラルシティ - ニューカマーズタウン | - パーラル - ポートワシントン - ロスウェル - ストーンクリーク | - ストラスバーグ - シュガークリーク - タスカラワス - ゾーアー |

### 未編入の町
| - ダンディ - サンディビル | - サマデール - スティルウォーター | - ウェインライト |